# Srečka (ime)
Srečka je žensko osebno ime.

## Izvor imena
Ime Srečka je ženska oblika moških osebnih imen Srečko oziroma Feliks.

## Pogostost imena
Po podatkih Statističnega urada Republike Slovenije je bilo na dan 31. decembra 2007 v Sloveniji število ženskih oseb z imenom Srečka: 43.